# みなみじゅうじ座ベータ星
みなみじゅうじ座β星は、みなみじゅうじ座の恒星で全天21の1等星の1つ。

## 特徴
0.2365072日の周期で1.23等から1.31等の間を変光するケフェウス座β型の脈動変光星である。青色準巨星で、太陽の数万倍の光度を持つ明るい星である。

## 名称
学名はβ Crucis（略称はβ Cru）。固有名のミモザ (Mimosa) は、ミモザの原義であるオジギソウに由来する。別名のベクルックス (Becrux) は学名Beta Crucisを略して読んだもので、この通称も広く使われていたが、2016年7月20日に国際天文学連合の「恒星の命名に関するワーキンググループ」 (Working Group on Star Names, WGSN) によって Mimosa という固有名が正式に承認された。